# Paradrino assimilis
Paradrino assimilis är en tvåvingeart som beskrevs av Hiroshi Shima 1984. Paradrino assimilis ingår i släktet Paradrino och familjen parasitflugor. Inga underarter finns listade i Catalogue of Life.